# Rodolfo Massi
Rodolfo Massi (Corinaldo, 17 september 1965) is een voormalig Italiaans wielrenner.

## Carrière
Massi won verscheidene grote wedstrijden. In 1998 werd zijn naam in verband gebracht met dopingzaken. Tijdens de Ronde van Frankrijk werden door Franse rechercheurs in zijn hotelkamer verscheidene dopingmiddelen gevonden. Het zou gaan om een grote hoeveelheid corticosteroïden. De hoeveelheid was dusdanig groot dat het vermoeden bestond dat Massi de middelen aan andere renners doorverkocht. Hij werd door de Franse justitie opgepakt en enkele dagen vastgezet, waardoor hij in de 18e etappe van de Ronde niet meer van start kon gaan. Het was voor het eerst in de geschiedenis van de Tour de France dat een renner niet kon starten, omdat hij was gearresteerd. Hij stond op dat moment zevende in het algemeen klassement en droeg de bolletjestrui. Hij werd door de Italiaanse wielerbond voor een half jaar geschorst.
Zijn bijnaam in het peloton luidde De Apotheker en Bjarne Riis noemde Massi later een drugsdealer. Massi sloot zijn loopbaan vrij anoniem af in Poolse en Colombiaanse dienst.

## Belangrijkste overwinningen
1990
- Winnaar van de Rode Lantaarn in de Ronde van Frankrijk

1996
- 10e etappe Ronde van Italië

1997
- Ronde van de Haut-Var

1998
- Eindklassement Ronde van de Middellandse Zee
- 2e etappe Critérium International
- 10e etappe Ronde van Frankrijk

2000
- 6e etappe Midi Libre

## Resultaten in voornaamste wedstrijden
| Jaar | Ronde van Italië | Ronde van Frankrijk | Ronde van Spanje |
| ---- | ---------------- | ------------------- | ---------------- |
| 1987 | 24e              |                     |                  |
| 1988 | opgave           |                     | 36e              |
| 1989 | 85e              |                     |                  |
| 1990 | 35e              | 156e (laatste)      |                  |
| 1991 |                  |                     |                  |
| 1992 | 94e              |                     |                  |
| 1993 | opgave           |                     |                  |
| 1994 | 37e              |                     | 56e              |
| 1995 | 48e              |                     |                  |
| 1996 | 35e (1)          |                     |                  |
| 1997 |                  |                     | 20e              |
| 1998 |                  | uitgesloten (1)     | opgave           |
| 1999 |                  |                     | opgave           |
| 2000 |                  |                     | 34e              |
| 2001 |                  |                     |                  |
| 2003 | 68e              |                     |                  |

| Jaar | Milaan-San Remo | Amstel Gold Race | Luik-Bast.‑Luik | Ronde van Lombardije | Waalse Pijl |
| ---- | --------------- | ---------------- | --------------- | -------------------- | ----------- |
| 1987 |                 |                  |                 |                      |             |
| 1988 |                 |                  |                 |                      |             |
| 1989 | 96e             |                  | 55e             |                      |             |
| 1990 |                 |                  | 105e            | 35e                  | 93e         |
| 1991 |                 |                  |                 |                      | 69e         |
| 1992 | 201e            |                  |                 |                      |             |
| 1993 |                 |                  |                 |                      |             |
| 1994 | 113e            |                  |                 |                      |             |
| 1995 | 122e            |                  |                 |                      |             |
| 1996 | 25e             | 65e              | 25e             |                      | 47e         |
| 1997 |                 | 52e              | 57e             |                      | 28e         |
| 1998 | 42e             | 81e              | Brons           |                      | 10e         |
| 1999 |                 |                  |                 |                      |             |
| 2000 |                 |                  |                 |                      |             |
| 2001 | 164e            |                  |                 |                      |             |
| 2003 |                 |                  |                 |                      |             |